# Plectaneia firingalavensis
Plectaneia firingalavensis är en oleanderväxtart som beskrevs av Jumelle och Perrier. Plectaneia firingalavensis ingår i släktet Plectaneia och familjen oleanderväxter.

## Underarter
Arten delas in i följande underarter:
- P. f. setulosa
- P. f. lanceolata